# Rensumaborg
De Rensumaborg is een borg in Uithuizermeeden. Het bouwwerk wordt voor het eerst rond 1500 genoemd. In 1695 kwam de borg in het bezit van de familie Alberda van Menkema doordat Menno Alberda deze kocht. In 1710 werd de borg verbouwd en kreeg het zijn huidige uiterlijk.
Na economische tegenspoed werd de borg in 1829 geveild en verloor het zijn functie als woonhuis. Lange tijd heeft de borg gediend als tuinbouwschool. In 1996 is de borg gekocht door de Rensuma Boon Stichting en is het landgoed in oude staat hersteld. De borg heeft een 17e-, 18e- en 19e-eeuws interieur.
De borg is niet te bezichtigen, maar het terrein is wel toegankelijk voor publiek.

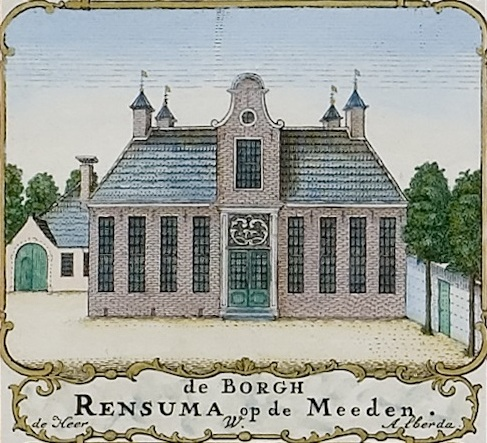
De borg op de kaart van Theodorus Beckeringh (1781)
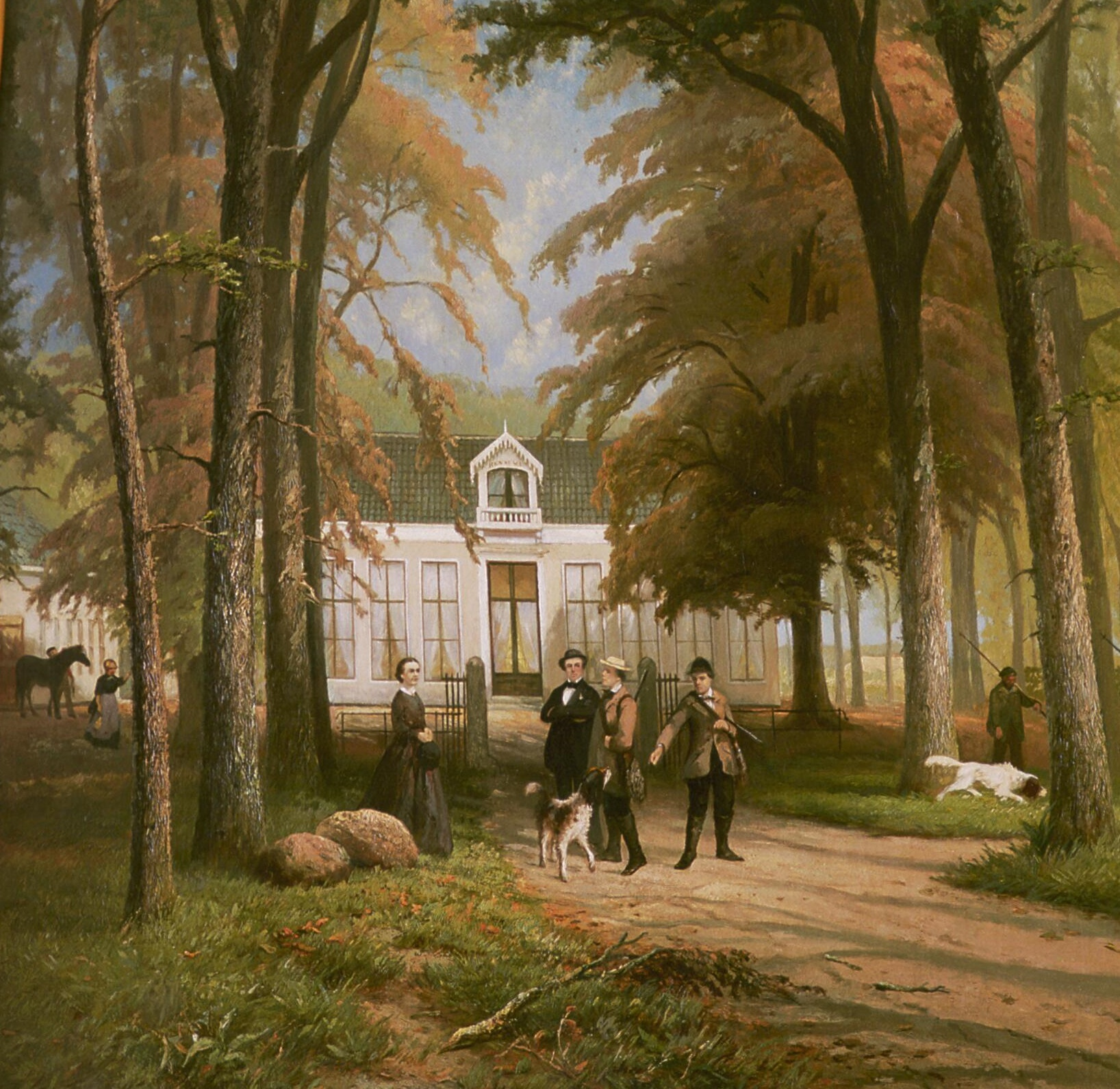
Detail van een schoorsteenstuk met de Rensumaborg en Oncko Quirijn Jacob Johan van Swinderen met zijn gezin (Otto Eerelman, ca. 1860)
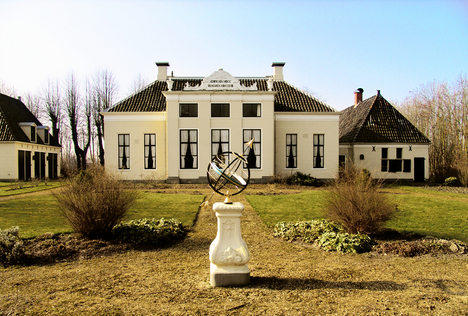
Achterzijde

Allersmaborg (Ezinge) · Breedenborg (Warffum) · Coendersborg (Nuis) · Ekenstein (Tjamsweer) · Ennemaborg (Midwolda) · Ewsum (Middelstum) · Fraeylemaborg (Slochteren) · Huis te Glimmen (Glimmen) · Menkemaborg (Uithuizen) · Nienoord (Leek) · Piloersemaborg (of Hamsterborg) (Den Ham) · Rensumaborg (Uithuizermeeden) · Rusthoven (Tjamsweer) · Vaartwijk (Westerbroek) · Verhildersum (Leens) · Vliethoven (Delfzijl) · Welgelegen (Kleinemeer) · Huis te Wedde (Wedde) 
 Steenhuis: Iwema-steenhuis (Niebert)
Zie ook: Lijst van voormalige borgen · Kaart van Theodorus Beckeringh · tichelborg · veenborg